# Pedicularis columigera
Pedicularis columigera är en snyltrotsväxtart som beskrevs av T. Yamazaki. Pedicularis columigera ingår i släktet spiror, och familjen snyltrotsväxter. Inga underarter finns listade i Catalogue of Life.